# Venere nera (film 2010)
Venere nera (Vénus noire) è un film del 2010 diretto da Abdellatif Kechiche.
Il film, presentato in concorso alla 67ª Mostra internazionale d'arte cinematografica di Venezia, ripercorre la breve vita di Saartjie Baartman, ragazza ottentotta, che nei primi anni del XIX secolo veniva esibita come fenomeno da baraccone nei salotti "bene" europei.

## Trama
La storia inizia nel 1810, quando Saartjie viene esibita come fenomeno da baraccone dal suo “padrone” afrikaner a Piccadilly Street, dove interpreta la "venere ottentotta", una selvaggia mantenuta in catene. Dieci anni dopo il suo corpo verrà invece esibito dal professor Georges Cuvier all'Accademia Reale di Medicina di Parigi, per evidenziare l’assurda teoria delle somiglianze anatomiche fra gli ottentotti e le scimmie.